# الألعاب الجامعية الصيفية 2017
عقدت الألعاب الجامعية الصيفية 2017 في تايبيه في تايوان خلال الفترة 19 أغسطس - 30 أغسطس 2017.

## معرض صور

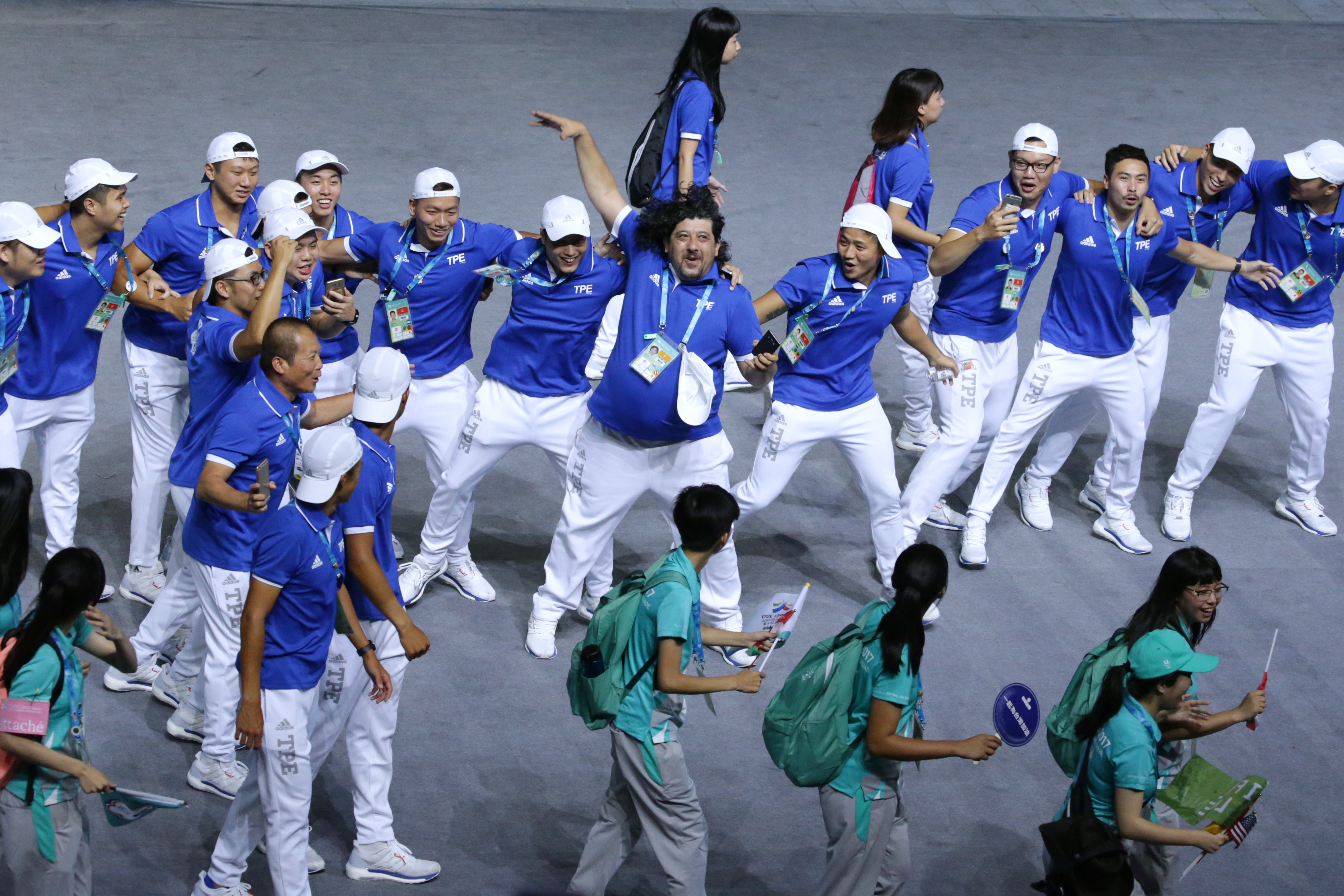
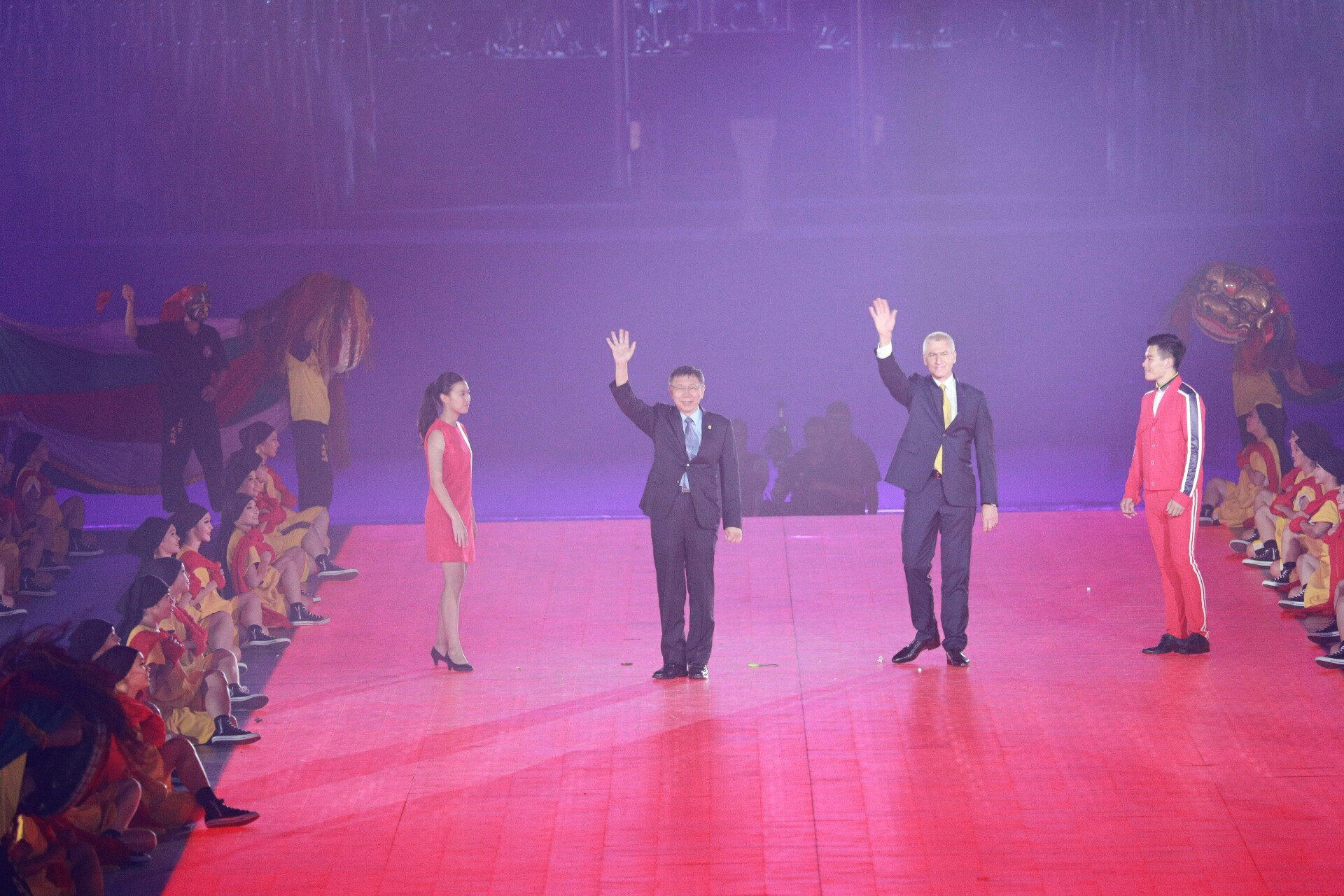
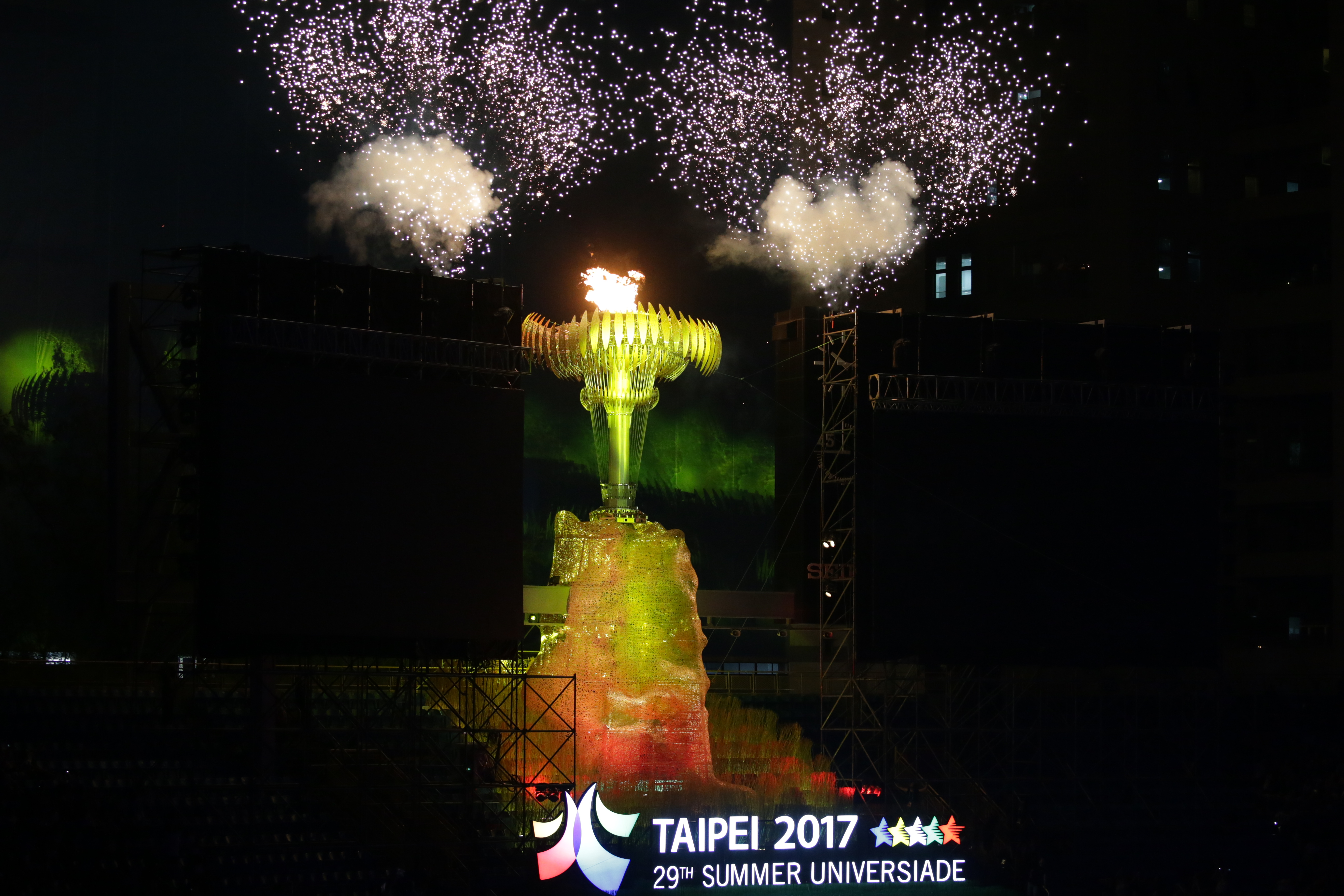
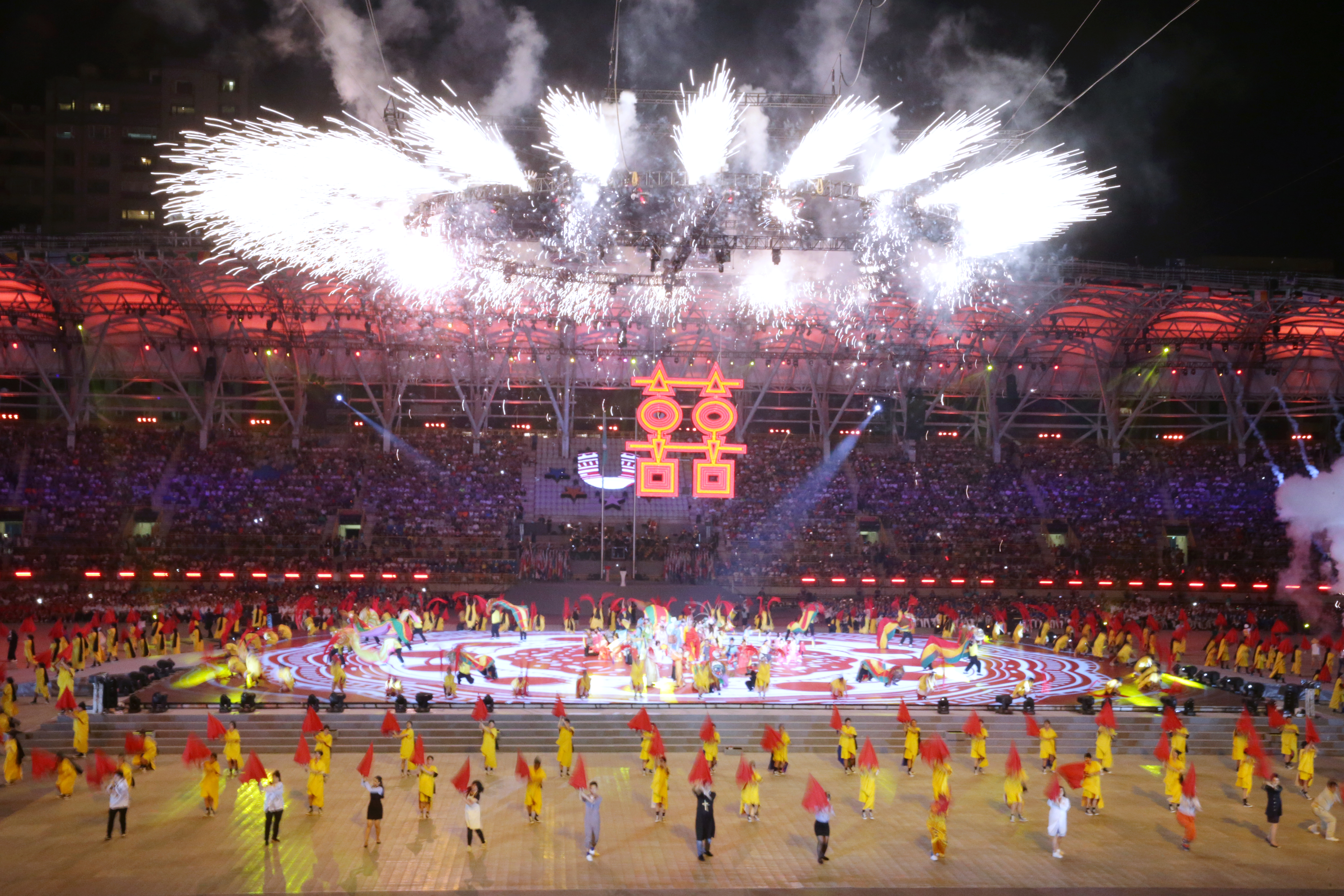
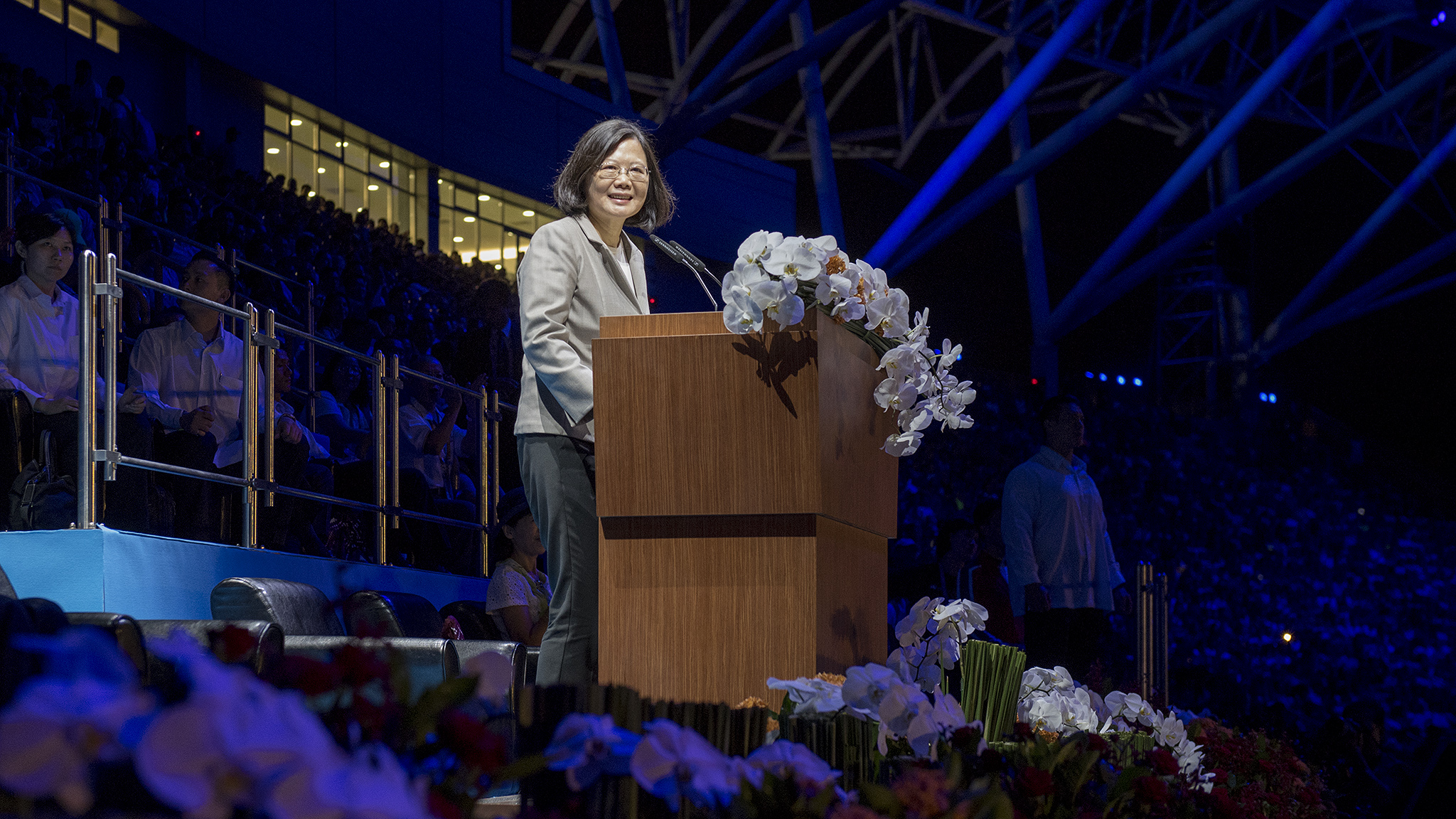
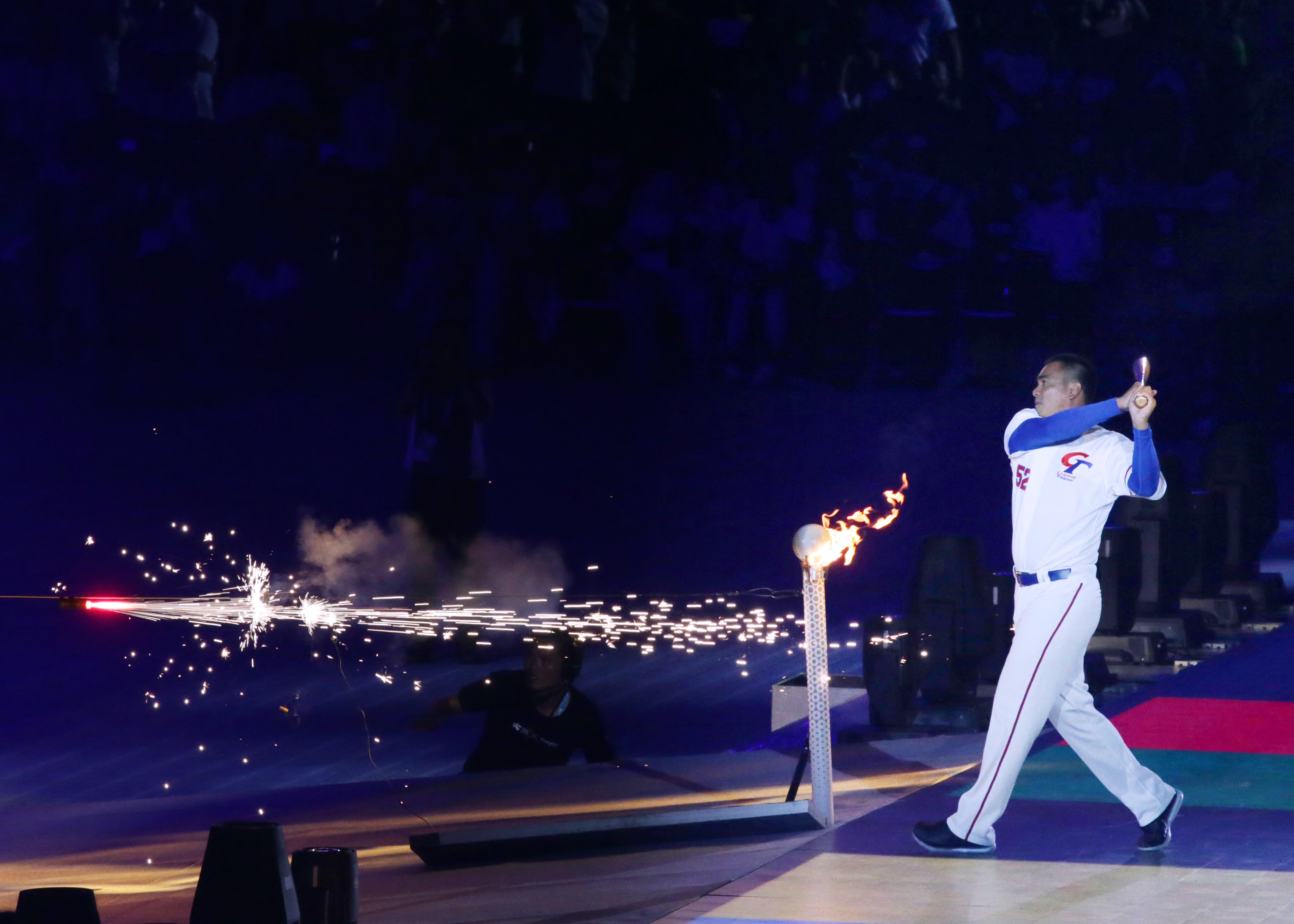

## الرياضات
| - نبالة - رياضات مائية - غطس - سباحة (رياضة) - كرة الماء - ألعاب قوى - كرة ريشة - كرة القاعدة | - كرة السلة - بلياردو - مبارزة السلاح - كرة القدم - غولف - Gymnastics (artistic) - جمباز فني - جمباز إيقاعي | - جودو - تزلج الرولر السريع - كرة الطاولة - تايكوندو - كرة المضرب - Volleyball (indoor) - رفع أثقال - ووشو |

## المشاركين
| المشاركين من اللجان الأولمبية الوطنية |
| --- |
| - أفغانستان (3) - ألبانيا (2) - الجزائر (33) - الأرجنتين (178) - أرمينيا (16) - أستراليا (185) - النمسا (41) - أذربيجان (19) - جزر البهاما (4) - بيلاروس (34) - بلجيكا (30) - بنين (1) - برمودا (3) - بوتان (7) - بوليفيا (2) - البوسنة والهرسك (3) - بوتسوانا (20) - البرازيل (180) - بلغاريا (10) - بوركينا فاسو (6) - بوروندي (2) - الكاميرون (2) - كندا (275) - جمهورية إفريقيا الوسطى (2) - تشيلي (62) - الصين (108) - كولومبيا (81) - كوستاريكا (8) - كرواتيا (38) - كوبا (2) - قبرص (27) - جمهورية التشيك (139) - جمهورية الكونغو الديمقراطية (12) - الدنمارك (51) - جمهورية الدومينيكان (26) - الإكوادور (1) - السلفادور (2) - غينيا الاستوائية (2) - إستونيا (88) - إثيوبيا (1) - ولايات ميكرونيسيا المتحدة (1) - فنلندا (85) - فرنسا (224) - ألمانيا (126) - غانا (11) - بريطانيا العظمى (112) - اليونان (21) - غواتيمالا (2) - غيانا (2) - هايتي (3) - هندوراس (7) - هونغ كونغ (111) - المجر (140) - الهند (110) - إندونيسيا (52) - إيران (62) - العراق (5) - جزيرة أيرلندا (63) - إسرائيل (40) - إيطاليا (193) - ساحل العاج (2) - جامايكا (16) - اليابان (336) - الأردن (15) - كازاخستان (122) - كينيا (7) - قيرغيزستان (7) - لاتفيا (71) - لبنان (49) - ليسوتو (2) - ليختنشتاين (6) - ليتوانيا (66) - لوكسمبورغ (11) - ماكاو (31) - مقدونيا (3) - مدغشقر (2) - ماليزيا (63) - مالي (2) - مالطا (4) - المكسيك (211) - مولدوفا (13) - منغوليا (51) - الجبل الأسود (6) - موزمبيق (14) - ناميبيا (2) - نيبال (18) - هولندا (65) - جزر الأنتيل الهولندية (2) - نيوزيلندا (57) - نيكاراغوا (3) - النيجر (3) - نيجيريا (59) - كوريا الشمالية (31) - النرويج (41) - سلطنة عمان (32) - باكستان (22) - فلسطين (3) - باراغواي (10) - بيرو (7) - الفلبين (116) - بولندا (180) - البرتغال (64) - رومانيا (89) - روسيا (347) - رواندا (2) - سان مارينو (2) - السعودية (19) - السنغال (2) - صربيا (51) - سيراليون (6) - سنغافورة (71) - سلوفاكيا (50) - سلوفينيا (61) - جنوب إفريقيا (127) - كوريا الجنوبية (318) - إسبانيا (9) - سريلانكا (67) - سورينام (2) - إسواتيني (3) - السويد (68) - سويسرا (92) - سوريا (4) - تايبيه الصينية (371) (host) - طاجيكستان (7) - تنزانيا (2) - تايلاند (91) - ترينيداد وتوباغو (10) - تركيا (85) - تركمانستان (4) - أوغندا (39) - أوكرانيا (172) - الإمارات العربية المتحدة (29) - الولايات المتحدة (348) - الأوروغواي (23) - أوزبكستان (28) - فنزويلا (1) - فيتنام (15) - اليمن (1) - زامبيا (14) - زيمبابوي (5) |

## الميداليات
البلد المضيف ( تايوان معترف بها باسم تايبيه الصينية من قبل الاتحاد الدولي للألعاب الجامعية.)

### جدول الميداليات
*   البلد المضيف ( تايبيه الصينية)
| المرتبة | البلدان                   | ذهبية | فضية | برونزية | المجموع |
| ------- | ------------------------- | ----- | ---- | ------- | ------- |
| 1       | اليابان (JPN)             | 37    | 27   | 37      | 101     |
| 2       | كوريا الجنوبية (KOR)      | 30    | 22   | 30      | 82      |
| 3       | تايبيه الصينية (TPE)*     | 26    | 34   | 30      | 90      |
| 4       | روسيا (RUS)               | 25    | 31   | 38      | 94      |
| 5       | الولايات المتحدة (USA)    | 16    | 19   | 16      | 51      |
| 6       | أوكرانيا (UKR)            | 12    | 11   | 13      | 36      |
| 7       | كوريا الشمالية (PRK)      | 12    | 5    | 6       | 23      |
| 8       | إيطاليا (ITA)             | 9     | 6    | 17      | 32      |
| 9       | الصين (CHN)               | 9     | 6    | 2       | 17      |
| 10      | إيران (IRI)               | 8     | 4    | 11      | 23      |
| 11      | بولندا (POL)              | 7     | 9    | 9       | 25      |
| 12      | ألمانيا (GER)             | 7     | 6    | 11      | 24      |
| 13      | المكسيك (MEX)             | 6     | 5    | 11      | 22      |
| 14      | المجر (HUN)               | 5     | 5    | 4       | 14      |
| 15      | فرنسا (FRA)               | 4     | 5    | 8       | 17      |
| 16      | كندا (CAN)                | 4     | 5    | 4       | 13      |
| 17      | أستراليا (AUS)            | 4     | 3    | 2       | 9       |
| 18      | جمهورية الدومينيكان (DOM) | 4     | 2    | 0       | 6       |
| 19      | صربيا (SRB)               | 4     | 0    | 0       | 4       |
| 20      | تركيا (TUR)               | 3     | 7    | 6       | 16      |
| 21      | كازاخستان (KAZ)           | 3     | 6    | 7       | 16      |
| 22      | بيلاروس (BLR)             | 3     | 4    | 2       | 9       |
| 23      | رومانيا (ROU)             | 3     | 2    | 6       | 11      |
| 24      | أذربيجان (AZE)            | 3     | 1    | 4       | 8       |
| 25      | ليتوانيا (LTU)            | 3     | 1    | 3       | 7       |
| 26      | أرمينيا (ARM)             | 3     | 1    | 2       | 6       |
| 27      | تايلاند (THA)             | 2     | 5    | 6       | 13      |
| 28      | البرازيل (BRA)            | 2     | 4    | 6       | 12      |
| 29      | البرتغال (POR)            | 2     | 1    | 2       | 5       |
| 30      | هونغ كونغ (HKG)           | 2     | 0    | 2       | 4       |
| 31      | هولندا (NED)              | 2     | 0    | 1       | 3       |
| 32      | ماكاو (MAC)               | 2     | 0    | 0       | 2       |
| 33      | كولومبيا (COL)            | 1     | 3    | 7       | 11      |
| 34      | فنلندا (FIN)              | 1     | 1    | 2       | 4       |
| 35      | أوغندا (UGA)              | 1     | 1    | 1       | 3       |
| 35      | سويسرا (SUI)              | 1     | 1    | 1       | 3       |
| 37      | كوبا (CUB)                | 1     | 1    | 0       | 2       |
| 38      | فيتنام (VIE)              | 1     | 0    | 4       | 5       |
| 39      | جمهورية التشيك (CZE)      | 1     | 0    | 2       | 3       |
| 40      | النمسا (AUT)              | 1     | 0    | 1       | 2       |
| 41      | جامايكا (JAM)             | 1     | 0    | 0       | 1       |
| 41      | جزيرة أيرلندا (IRL)       | 1     | 0    | 0       | 1       |
| 41      | قيرغيزستان (KGZ)          | 1     | 0    | 0       | 1       |
| 44      | جنوب إفريقيا (RSA)        | 0     | 5    | 0       | 5       |
| 45      | بريطانيا العظمى (GBR)     | 0     | 3    | 6       | 9       |
| 46      | ماليزيا (MAS)             | 0     | 3    | 4       | 7       |
| 47      | الجزائر (ALG)             | 0     | 3    | 2       | 5       |
| 48      | منغوليا (MGL)             | 0     | 2    | 1       | 3       |
| 49      | قبرص (CYP)                | 0     | 2    | 0       | 2       |
| 50      | لاتفيا (LAT)              | 0     | 1    | 2       | 3       |
| 51      | السويد (SWE)              | 0     | 1    | 1       | 2       |
| 51      | جزر البهاما (BAH)         | 0     | 1    | 1       | 2       |
| 51      | سلوفاكيا (SVK)            | 0     | 1    | 1       | 2       |
| 54      | إسبانيا (ESP)             | 0     | 1    | 0       | 1       |
| 54      | إستونيا (EST)             | 0     | 1    | 0       | 1       |
| 54      | الأرجنتين (ARG)           | 0     | 1    | 0       | 1       |
| 54      | الفلبين (PHI)             | 0     | 1    | 0       | 1       |
| 54      | الهند (IND)               | 0     | 1    | 0       | 1       |
| 54      | بوركينا فاسو (BUR)        | 0     | 1    | 0       | 1       |
| 60      | إندونيسيا (INA)           | 0     | 0    | 3       | 3       |
| 60      | النرويج (NOR)             | 0     | 0    | 3       | 3       |
| 60      | كرواتيا (CRO)             | 0     | 0    | 3       | 3       |
| 63      | الأردن (JOR)              | 0     | 0    | 1       | 1       |
| 63      | بلجيكا (BEL)              | 0     | 0    | 1       | 1       |
| 63      | مولدوفا (MDA)             | 0     | 0    | 1       | 1       |
| 63      | نيوزيلندا (NZL)           | 0     | 0    | 1       | 1       |
| المجموع | المجموع                   | 273   | 272  | 345     | 890     |

## روابط خارجية
- Universiade Taipei 2017
- Protesters fight for Linkou park
- Linkou residents protest athletes' village proposal
- 2017 Summer Universiade Regulations